# Åke Meyerson
Åke Meyerson, född 11 september 1910 i Stockholm, död 1992 i Stockholm , var en svensk museiman.

## Biografi
Åke Meyerson tjänstgjorde vid Livrustkammaren 1934-44 och avlade under tiden en fil.lic-examen 1938. Han arbetade sedan vid Naturhistoriska museet 1944-46, innan han blev chef för förlagsredaktionen vid Tidens förlag, där han verkade till 1960. Han arbetade därefter vid Almqvist & Wiksell/Gebers åren 1960-63.
År 1963 knöts Meyerson till Eckleciastikdepartementet, först som sakkunnig och från 1965 som departementssekreterare. Han var från 1968 föreståndare och överintendent för Livrustkammaren fram till sin pensionering 1978.
Åke Meyerson hade parallellt med sin yrkeskarriär ett antal officiella uppdrag varav kan nämnas:
- Ledamot av Stockholms stads museinämnd 1948-70,
- Ensamutredare angående scenisk utbildning 1963-68,
- Ordförande i utredning angående ortnamns- och landsmålsarkiv 1964-69,
- Styrelseledamot för Tekniska museet 1964-69,
- Styrelseledamot för Sveriges arkitekturmuseum 1966-77,
- Vice ordförande och verkställande ledamot i styrelsen för Skokloster 1967-78,
- Styrelseledamot i stiftelsen för Thielska galleriet 1971-79,
- Ordförande i museichefskollegiet 1973-78.